# Verbascum ballsianum
Verbascum ballsianum är en flenörtsväxtart som beskrevs av Svante Samuel Murbeck. Verbascum ballsianum ingår i släktet kungsljus, och familjen flenörtsväxter. Inga underarter finns listade i Catalogue of Life.